# بنجامين لويد بييل
بنجامين لويد بييل (بالإنجليزية: Benjamin Lloyd Beall)‏ هو عسكري أمريكي، ولد في 1801، وتوفي في 1863.